# 5 000 mètres masculin aux championnats du monde d'athlétisme 2023
Pour des articles plus généraux, voir Championnats du monde d'athlétisme 2023 et 5 000 mètres aux championnats du monde d'athlétisme.
Navigation
Eugene 2022 Tokyo 2025
L'épreuve du 5 000 mètres masculin des championnats du monde de 2023 se déroule les 24 et 27 août 2023 au sein du Centre national d'athlétisme à Budapest, en Hongrie.

## Qualification
La période de qualification est comprise entre le 31 juillet 2022 et le 30 juillet 2023. Le minima de qualification est fixé à 13 min 7 s 00.

## Résultats

### Séries
Les 8 premiers de chaque série (Q) accèdent à la finale. L'Australien Stewart McSweyn, victime d'une chute, est repêché.
| Rang | Série | Athlète                  | Pays       | Temps    | Notes |
| ---- | ----- | ------------------------ | ---------- | -------- | ----- |
| 1    | 2     | Luis Grijalva            | Guatemala  | 13:32.72 | Q     |
| 2    | 2     | Yomif Kejelcha           | Éthiopie   | 13:32.83 | Q     |
| 3    | 2     | Mohammed Ahmed           | Canada     | 13:33.16 | Q     |
| 4    | 2     | Berihu Aregawi           | Éthiopie   | 13:33.23 | Q     |
| 5    | 2     | Oscar Chelimo            | Ouganda    | 13:33.40 | Q, SB |
| 6    | 2     | Mohamed Ismail           | Djibouti   | 13:33.51 | Q     |
| 7    | 2     | Jacob Krop               | Kenya      | 13:33.63 | Q     |
| 7    | 2     | Ishmael Rokitto Kipkurui | Kenya      | 13:33.63 | Q     |
| 9    | 2     | Thierry Ndikumwenayo     | Espagne    | 13:34.03 |       |
| 10   | 2     | Rodrigue Kwizera         | Burundi    | 13:35.81 |       |
| 11   | 1     | Mohamed Katir            | Espagne    | 13:35.90 | Q     |
| 12   | 1     | Hagos Gebrhiwet          | Éthiopie   | 13:36.15 | Q     |
| 13   | 1     | Jakob Ingebrigtsen       | Norvège    | 13:36.21 | Q, SB |
| 14   | 1     | Ouassim Oumaiz           | Espagne    | 13:36.35 | Q     |
| 15   | 2     | Magnus Tuv Myhre         | Norvège    | 13:36.36 |       |
| 16   | 1     | Abdihamid Nur            | États-Unis | 13:36.37 | Q     |
| 17   | 1     | Jimmy Gressier           | France     | 13:36.42 | Q     |
| 18   | 1     | Paul Chelimo             | États-Unis | 13:36.51 | Q     |
| 19   | 1     | Narve Gilje Nordås       | Norvège    | 13:36.55 | Q     |
| 20   | 1     | Andreas Almgren          | Suède      | 13:36.57 |       |
| 21   | 1     | Egide Ntakarutimana      | Burundi    | 13:37.53 |       |
| 22   | 2     | Jonas Raess              | Suisse     | 13:37.84 |       |
| 23   | 1     | Benjamin Flanagan        | Canada     | 13:38.69 |       |
| 24   | 2     | Henrik Ingebrigtsen      | Norvège    | 13:38.80 |       |
| 25   | 1     | Mike Foppen              | Pays-Bas   | 13:38.94 |       |
| 26   | 1     | John Heymans             | Belgique   | 13:39.67 |       |
| 27   | 2     | Hugo Hay                 | France     | 13:39.76 |       |
| 28   | 2     | Sean McGorty             | États-Unis | 13:40.28 |       |
| 29   | 1     | Nicholas Kipkorir        | Kenya      | 13:40.43 |       |
| 30   | 1     | Birhanu Balew            | Bahreïn    | 13:41.00 |       |
| 31   | 1     | Brian Fay                | Irlande    | 13:42.86 |       |
| 32   | 2     | Morgan McDonald          | Australie  | 13:43.58 |       |
| 33   | 1     | Cornelius Kemboi         | Kenya      | 13:44.32 |       |
| 34   | 2     | Hyuga Endo               | Japon      | 13:50.49 |       |
| 35   | 1     | Kazuya Shiojiri          | Japon      | 13:51.00 |       |
| 36   | 2     | Emil Danielsson          | Suède      | 13:54.35 |       |
| 37   | 2     | Robin Hendrix            | Belgique   | 13:55.81 |       |
| 38   | 1     | Stewart McSweyn          | Australie  | 13:56.81 | qR    |
| 39   | 1     | Sam Parsons              | Allemagne  | 14:03.14 |       |
| 40   | 2     | Samuel Freire            | Cap-Vert   | 14:07.38 | PB    |
| 41   | 2     | Ferenc Soma Kovács       | Hongrie    | 14:11.99 | SB    |
| 42   | 2     | Mohamed Hrezi            | Libye      | 14:14.72 | SB    |
| 43   | 1     | Valentin Soca            | Uruguay    | 14:16.15 |       |
|      | 1     | Joshua Cheptegei         | Ouganda    | DNS      |       |

### Finale
| Rang               | Athlète            | Pays       | Temps    | Notes |
| ------------------ | ------------------ | ---------- | -------- | ----- |
| Médaille d'or      | Jakob Ingebrigtsen | Norvège    | 13:11.30 | SB    |
| Médaille d'argent  | Mohamed Katir      | Espagne    | 13:11.44 |       |
| Médaille de bronze | Jacob Krop         | Kenya      | 13:12.28 |       |
| 4                  | Luis Grijalva      | Guatemala  | 13:12.50 |       |
| 5                  | Yomif Kejelcha     | Éthiopie   | 13:12.51 |       |
| 6                  | Hagos Gebrhiwet    | Éthiopie   | 13:12.65 |       |
| 7                  | Mohammed Ahmed     | Canada     | 13:12.92 |       |
| 8                  | Berihu Aregawi     | Éthiopie   | 13:12.99 |       |
| 9                  | Jimmy Gressier     | France     | 13:17.20 |       |
| 10                 | Ishmael Kipkurui   | Kenya      | 13:21.20 |       |
| 11                 | Mohamed Ismail     | Djibouti   | 13:23.89 |       |
| 12                 | Abdihamid Nur      | États-Unis | 13:23.90 |       |
| 13                 | Stewart McSweyn    | Australie  | 13:26.58 |       |
| 14                 | Narve Gilje Nordås | Norvège    | 13:28.73 |       |
| 15                 | Paul Chelimo       | États-Unis | 13:30.88 |       |
| 16                 | Ouassim Oumaiz     | Espagne    | 13:31.99 |       |
|                    | Oscar Chelimo      | Ouganda    | DNF      |       |

## Légende
Records et Performances
- AR : Record continental (area record)
- CR : Record des championnats (championship record)
- MR : Record du meeting (meet record)
- NR : Record national (national record)
- OR : Record olympique (olympic record)
- PR : Record paralympique (paralympic record)
- PB : Record personnel (personal best)
- SB : Meilleure performance personnelle de la saison (season's best)
- WL : Meilleure performance mondiale de l'année (world leader)
- WJR : Record du monde junior (world junior record)
- WR : Record du monde (world record)

Circonstances et Conditions
- DNF : N'a pas terminé (did not finish)
- DNS : N'a pas pris le départ (did not start)
- DQ : Disqualification (disqualification)
- NM : Aucun essai valable enregistré (No Mark)
- Q : Qualifié « directement » au prochain tour (ou à la prochaine compétition), lors d'une compétition majeure, grâce au classement ou à la réalisation des minima (automatic qualifier)
- q : Qualifié au prochain tour (ou à la prochaine compétition), lors d'une compétition majeure, grâce au repêchage ou à la réalisation de l'une des meilleures performances parmi celles des « non qualifiés directement » (grâce au meilleur temps ou à la meilleure distance par exemple) (secondary qualifier)